# Plott
Plott är en hundras från USA som räknas till gruppen coonhounds. Den används som andra coonhounds till jakt på tvättbjörn och andra trädflyende djur, den klarar även puma. Ursprungligen användes den till jakt på björn och vildsvin, vilket den fortfarande brukas för. 
Rasens historia går tillbaka till mitten av 1700-talet. En man vid namn Johannes Plott tog några hundar med sig när han lämnade Tyskland för North Carolinas bergstrakter. Dessa hundar var av den blodhundsliknande ledhundstyp för högviltsjakt som framförallt ligger till grund för hannoveransk viltspårhund. Familjen Plott fortsatte att avla på ättlingarna till dessa hundar, därav rasens namn. Mot slutet av 1800-talet korsades ett fåtal andra hundar in från andra lokala familjestammar av drivande hundar. Det var vid denna tid som hundarna började användas som coonhounds.
Sedan 2007 är plott erkänd av American Kennel Club (AKC), dessförinnan registrerades rasen endast av den mindre United Kennel Club (UKC).